# Ilhas Gili
Ilhas Gili é o nome pelo qual é geralmente conhecido internacionalmente o arquipélago formado por três pequenas ilhas (Gili Trawangan, Gili Meno e e Gili Air), situadas a curta distância da costa noroeste da ilha de Lomboque, Indonésia. Esta designação é pouco precisa, pois gili significa "ilha pequena" em sassaque, a língua dos sassaques, a etnia nativa de Lomboque, e por isso todas as ilhas vizinhas de Lomboque e muitas próximas de outras ilhas a leste são chamadas Gili. Em indonésio, o arquipélago é chamado Tiga Gili (Três Gilis) e Kepulauan Gili (Ilhas Gili); os habitantes locais usam o nome Gili Indah (pequenas ilhas belas).
Tal como Lomboque, as ilhas fazem parte do arquipélago das Pequenas Ilhas da Sonda. Em termos admistrativos, fazem parte do distrito de Pemenang da regência (kabupaten) de Lomboque Setentrional e da província de Sonda Ocidental.
As ilhas são um destino turístico conhecido. Há várias estâncias em cada uma das ilhas, que geralmente consistem num conjunto de pequenos bangalôs turístico, uma piscina e um restaurante. A maior localidade indonésia situa-se em Gili Air, mas devido ao elevado número de estrangeiros que vivem em Gili Trawangan, esta é a ilha mais densamente povoada, com a urbanização concentrada sobretudo ao longo da parte oriental, onde o turismo está mais desenvolvido. O tráfego motorizado é proibido, pelo que os transportes são feito a pé, de bicicleta ou pequenas carroças puxadas por cavalos chamadas cidomos. Uma das atividades recreativas mais populares nas ilhas é o mergulho, quer autónomo quer em apneia (snorkel).

## Geografia e clima
As ilhas situam-se no estreito de Lomboque, que faz parte do mar de Bali, muito perto da pequena península de Sire — Gili Air, a ilha mais oriental diata apenas cerca de 1,25km em linha reta dessa península. A aldeia de Tanjung, capital do distrito homónimo, situa-se quase imediatamente a nordeste de Sire. O ponto mais próximo de Bali, situado a oeste, fica a cerca de 35 km da ilha mais ocidental, Trawangan, mas as os barcos que fazem a ligação das ilhas Gili com Bali usam uma rota bastante mais comprida, pois usam portos no sul de Bali, perto de Dempassar. Quando o tempo não está enevoado, tanto Bali como Lomboque são visíveis das ilha Gili, o mesmo acontecendo com o monte Rinjani, a montanha mais alta de Lomboque, que domina a vista a leste.
Devido à proximidade do equador, as ilhas têm clima tropical, com uma estação seca e uma estação chuvosa. A presença do monte Rinjani a leste e do monte Agung a oeste (em Bali) torna as Gili um pouco mais abrigadas e têm um microclima ligeiramente mais seco do que outras ilhas da região.[carece de fontes?] Geralmente a estação seca ocorre dura entre maio e outubro e as estação de monção vai de novembro a abril. As temperaturas oscilam entre 19 °C e os 34 °C, com uma média anual de aproximadamente 28 °C.